# Víctor Elías
Víctor Elías Villagrasa Álvarez (Madrid, 3 de març de 1991) és un actor i cantant espanyol.
Cosí de la Reina Letizia.

## Carrera

### Teatre
Amb només quatre anys va començar a formar part d'obres de teatre com La vida breve, El cerco de Numancia o Mariana Pineda. A Fedra, de Juan Mayorga, va compartir cartell amb Ana Belén, Alicia Hermida, Fran Perea, Chema Muñoz i Javier Ruiz de Alegría. També ha participat en la nova versió de Cinco horas con Mario, obra de Miguel Delibes, com a fill del Mario.

### Televisió
Tot i que la seva primera aparició a televisió fou com a fill del personatge de Neus Asensi a Ellas son así (1999), l'èxit li va arribar amb Los Serrano (2003-2008) com a Guille Serrano. Tant abans com després, ha participat en petits papers en altres produccions. El 2009 es va donar a conèixer que formaria part del repartiment de Punta Escarlata, una sèrie que es va emetre durant l'estiu del 2011. També va participar en Aula de castigo, una sèrie d'internet on dona vida al paper d'en Pablo i a la sèrie Isabel de TVE.

### Cinema
Ha participat en pel·lícules com El espinazo del diablo (2001) o El florido pensil (2002).

### Música
Amb alguns companys de Los Serrano va formar el grup Santa Justa Klan amb Natalia Sánchez, Adrián Rodríguez i Andrés de la Cruz el 2005. Posteriorment es va unir al grup Calle Palma, i actualment forma part del grup La Ganga Calé, al teclat.

## Filmografia

### Cinema
- El espinazo del diablo (2001)
- El florido pensil (2002)
- Nuestro pequeño secreto (2004,curtmetratge)
- Héroes de verdad (2004,curtmetratge)
- Volver a subir (2009,curtmetratge)
- El trayecto (2012)

### Televisió
- Hermanas (1998)
- Ellas son así (1999)
- Géminis, venganza de amor (2002)
- Hospital Central (2002)
- Javier ya no vive solo (2003)
- Los Serrano (2003-2008)
- Punta Escarlata (2011)
- Isabel (2011-2012)
- Aula de castigo (2014)